# Hannas socken
Hannas socken i Skåne ingick i Ingelstads härad, uppgick 1969 i Simrishamns stad och området ingår sedan 1971 i Simrishamns kommun och motsvarar från 2016 Hannas distrikt.
Socknens areal är 7,33 kvadratkilometer varav 7,30 land. År 2000 fanns här 134 invånare.  Kyrkbyn Hannas med sockenkyrkan Hannas kyrka ligger i socknen.

## Administrativ historik
Socknen har medeltida ursprung. 
Vid kommunreformen 1862 övergick socknens ansvar för de kyrkliga frågorna till Hannas församling och för de borgerliga frågorna bildades Hannas landskommun. Landskommunen uppgick 1952 i Hammenhögs landskommun som 1969 uppgick i Simrishamns stad som 1971 ombildades till Simrishamns kommun. Församlingen uppgick 2002 i Hammenhögs församling.
1 januari 2016 inrättades distriktet Hannas, med samma omfattning som församlingen hade 1999/2000.  
Socknen har tillhört län, fögderier, tingslag och domsagor enligt vad som beskrivs i artikeln Ingelstads härad. De indelta soldaterna tillhörde Södra skånska infanteriregementet, Ingelsta kompani.

## Geografi
Hannas socken ligger sydväst om Simrishamn på Österlen. Socknen är en odlingsbygd.

## Fornlämningar
Lösfynd från stenåldern har påträffats.

## Namnet
Namnet skrevs 1483 Hannes och kommer från kyrkbyn. Efterleden är ås, syftande på den höjd kyrkbyn ligger på. Förleden kan innehålla hane, 'tupp av skogsfågel'..